# Nigel Brady (astronome)
Pour les articles homonymes, voir Nigel Brady et Brady.
Nigel Brady est un astronome néo-zélandais.
Il travaille à l'Université d'Auckland.
Le Centre des planètes mineures le crédite de la découverte de sept astéroïdes numérotés, effectuée entre 1999 et 2001, en partie avec la collaboration de Ian P. Griffin.

## Astéroïdes découverts
| (27362) Morganroche      | 2 mars 2000      |
| (66856) Stephenvoss      | 13 novembre 1999 |
| (86551) Seth             | 4 mars 2000      |
| (104052) Zachery         | 6 mars 2000      |
| (130283) Elizabethgraham | 4 mars 2000      |